# Какль, Хорст
Хорст Какль (нем. Horst Kakl, 16 января 1942, Мораваны — 14 августа 2016) — австрийский хоккеист, нападающий. Участник зимних Олимпийских игр 1964 года.

## Биография
Хорст Какль родился 16 января 1942 года в деревне Мораваны в немецком протекторате Богемия и Моравия (сейчас в Чехии).
С сезона-1961/1962 играл в хоккей с шайбой за австрийский «Клагенфурт». В его составе восемь раз выигрывал чемпионат Австрии (1964—1971). Дважды участвовал в Кубке Шпенглера (1963—1964).
В 1969 году в составе «Клагенфурта» играл в финале Кубка европейских чемпионов, где австрийцы проиграли московскому ЦСКА (1:9, 3:14).
В 1964 году вошёл в состав сборной Австрии по хоккею с шайбой на зимних Олимпийских играх в Инсбруке, занявшей 13-е место. Играл на позиции нападающего, провёл 6 матчей, забросил 1 шайбу в ворота сборной Югославии.
В 1966 и 1967 годах участвовал в чемпионате мира в дивизионе «B». Провёл 13 матчей, забросил 3 шайбы.
Умер 14 августа 2016 года после непродолжительной болезни.

## Семья
Брат Герхард Какль также играл в хоккей с шайбой за «Клагенфурт».
Был женат на Герлинде.